# 浦添城
浦添城（うらそえじょう、浦添城跡）は、沖縄県浦添市にある城（グスク）跡。1989年（平成元年）8月11日、国の史跡に指定されている（浦添大公園）。浦添城跡北側崖下中腹には浦添ようどれがある。

## 概要
土台は隆起珊瑚礁が長さ約400メートル続いている断崖の上に築かれた。舜天王の時代に創建され、12世紀-15世紀初頭にかけて舜天、英祖、察度の3王朝10代にわたって居城した所との伝承をもつが史実かどうかについては確証を欠いている。規模は、東西約380メートル、南北約60ないし80メートルで、北は急崖をなしているが、南は緩斜面となっている。

## 歴史
城内の建物は再三にわたり改築されているが、最後のものは1609年（慶長14年）、薩摩軍の侵攻に遭い焼失したと考えられる。
その防衛に適した地形から、沖縄戦では首里周辺の重要拠点として重視された。特に南東部にある崖地付近は、日本軍からは前田高地、米軍からはハクソー・リッジ（Hacksaw Ridge、弓鋸尾根）と称され、日本軍が防衛拠点に位置づけ死守に拘ったため、米軍との間で前後11回にわたる激しい争奪戦、攻防戦が約3週間の間繰り広げられた（前田の戦い）。陣地攻略を指揮していた米軍第24軍団長のジョン・R・ホッジ少将は「（この砦を）一寸刻みに爆破していく以外に、日本軍を追い出す方法は無いと思う」と述べたとされる。なお、この戦闘は米軍衛生兵のデズモンド・T・ドスによる負傷兵救護でも知られ、2016年のアメリカ映画『ハクソー・リッジ』で取り上げられている。
戦後は周辺開発のため、城跡北面の一部が採石工事で失われるなどしたものの、1980年代以降の発掘調査により遺構の保存・復元が進められた。

## 備考
浦添城跡には、和光地蔵尊のほか、石原正弘少佐外戦没者慰霊碑、後藤助生慰霊碑、故陸軍伍長小林正雄之碑など多くの慰霊塔がある。